# Kibande
Kibande è una circoscrizione rurale (rural ward) della Tanzania situata nel distretto di Buhigwe, regione di Kigoma. Conta una popolazione di 9 852 abitanti (censimento 2012).